# 24 febbraio
Il 24 febbraio è il 55º giorno del calendario gregoriano. Mancano 310 giorni alla fine dell'anno (311 negli anni bisestili).

## Eventi
- 303 – L'imperatore romano Galerio pubblica l'editto che dà il via alla persecuzione dei cristiani sotto il suo regno
- 1525 – Battaglia di Pavia: Francesco I di Francia è sconfitto e preso prigioniero dalle milizie imperiali
- 1530 – Incoronazione imperiale di Carlo V d'Asburgo, a Bologna.
- 1582 – Papa Gregorio XIII annuncia il calendario gregoriano
- 1607 – Prima rappresentazione de L'Orfeo di Claudio Monteverdi nel Palazzo Ducale di Mantova
- 1821 – Il Messico dichiara l'indipendenza dalla Spagna con il Piano di Iguala
- 1826 – Firma del Trattato di Yandaboo, che segna la fine della prima guerra birmana
- 1839 – William Otis ottiene il brevetto per la scavatrice a vapore
- 1848 – Re Luigi Filippo di Francia abdica
- 1895 – Inizio della guerra "necessaria" a Cuba guidata da José Martí, Antonio Maceo e Máximo Gómez.
- 1912 – Guerra italo-turca: due incrociatori corazzati italiani distruggono una cannoniera e una torpediniera turche nel porto di Beirut.
- 1917 – Prima guerra mondiale: all'ambasciatore statunitense nel Regno Unito viene consegnato il telegramma Zimmermann, nel quale la Germania si impegna a restituire Nuovo Messico, Texas, e Arizona al Messico se questo dichiara guerra agli USA
- 1918 – L'Estonia si proclama indipendente dalla Russia
- 1920 – Viene fondato a Monaco di Baviera il Partito Nazionalsocialista Tedesco dei Lavoratori
- 1922 – Va in scena al Teatro Manzoni di Milano la prima dell'Enrico IV di Pirandello
- 1945 – Il premier egiziano Ahmed Maher Pascià viene ucciso nel parlamento dopo aver letto un decreto
- 1946 – Juan Domingo Perón viene eletto presidente dell'Argentina
- 1976 – Entra in vigore l'attuale costituzione di Cuba
- 1980 – A Lake Placid, negli Stati Uniti, si chiudono i XIII Giochi olimpici invernali
- 1981 – Buckingham Palace annuncia il fidanzamento del principe Carlo con Lady Diana Spencer
- 1989 – Il leader iraniano Ruhollah Khomeyni emette una fatwā contro Salman Rushdie, l'autore de I versi satanici
- 1991 – Durante la guerra del Golfo inizia l'offensiva terrestre per la liberazione del Kuwait da parte della Coalizione
- 2002 – Si chiudono i XIX Giochi olimpici invernali di Salt Lake City
- 2004 – Un terremoto di magnitudo 6.4 ad Al-Hoseyma nel nord del Marocco, provoca 628 morti
- 2008 – Fidel Castro annuncia il suo ritiro dalle cariche presidenziali
- 2010 – iTunes Store vende la 10 miliardesima canzone
- 2013 – Viene fondato in Messico il Grupos de Autodefensa Comunitaria de Michoacán e con la sua fondazione inizia al conflitto di Michoacán
- 2022 – Crisi russo-ucraina: le forze armate della Russia invadono l'Ucraina.[1]

## Nati
Ci sono circa 1 220 voci su persone nate il 24 febbraio; vedi la pagina Nati il 24 febbraio per un elenco descrittivo o la categoria Nati il 24 febbraio per un indice alfabetico.

## Morti
Ci sono circa 540 voci su persone morte il 24 febbraio; vedi la pagina Morti il 24 febbraio per un elenco descrittivo o la categoria Morti il 24 febbraio per un indice alfabetico.

## Feste e ricorrenze

### Civili
Nazionali:
- Estonia – Giorno dell'indipendenza

### Religiose
Cristianesimo:
- San Bettone di Sens, vescovo
- San Cumiano di Iona, abate
- Sant'Etelberto del Kent, re
- Sant'Evezio di Nicomedia, martire
- San Maffeo martire in Giudea
- San Modesto di Treviri, vescovo
- San Sergio di Cesarea, martire
- Beato Arnaldo da Carcassona, mercedario
- Beata Ascensión Nicol Goñi, cofondatrice delle Suore missionarie domenicane del Rosario
- Beata Berta di Busano, badessa
- Beato Costanzo Servoli da Fabriano, domenicano
- Beata Giuseppa Naval Girbès, laica
- Beato Marco de' Marconi, religioso girolamino
- Beato Tommaso Maria Fusco, sacerdote

Religione romana antica e moderna:
- Regifugium